# Armando Picchi Calcio
L'Armando Picchi Calcio, meglio noto come Armando Picchi o semplicemente Picchi, è stata una società calcistica italiana con sede nella città di Livorno. Fondata nel 1971, militava in Promozione, la sesta divisione del campionato italiano. È stata una delle squadre ufficiali della città di Livorno. Nel 2025 non si è iscritta a nessun campionato per cause debitorie.

## Storia
L'Armando Picchi Calcio di Livorno venne fondata a seguito della morte dell'omonimo campione livornese Armando Picchi. Nel 1971 Leo ed Enzo Picchi (fratello e cugino di Armando) rilevarono il G.S. Don Bosco di Livorno con la collaborazione dell'Inter, trasformandolo nel Gruppo Sportivo Armando Picchi come nuova realtà calcistica livornese. Dopo alcuni anni Leone Lonzi, imprenditore livornese, prese in carico la società insieme all’attuale Presidente Stefano Conti.
In poco tempo la società vinse due titoli di campione d'Italia dilettanti nelle categorie Allievi (1973) e Juniores (1974); su questi risultati la società investì sul settore giovanile, collaborando con il Livorno e con l'Inter.
La prima squadra militò per sette stagioni nel campionato di Eccellenza vincendo il titolo nel 2002 e ottenendo così la promozione in Serie D.
Partecipò a sei edizioni consecutive nel campionato di Serie D sfiorando la promozione in Serie C2 nella stagione 2007-2008. L'anno successivo arrivò la retrocessione in Eccellenza, dove retrocesse nuovamente in Promozione.
Nella stagione 2019-2020 la squadra concluse il campionato in 4ª posizione ma essendosi qualificata per la finale di Coppa Italia Promozione venne ripescata tramite graduatoria di merito e promossa in Eccellenza.
Nella stagione 2022-2023 retrocesse in Promozione.
Noti giocatori che hanno militato nel settore giovanile dell'Armando Picchi sono stati i fratelli Cristiano e Alessandro Lucarelli, Leonardo Pavoletti, Stefano Brondi e Massimiliano Allegri.

## Palmarès

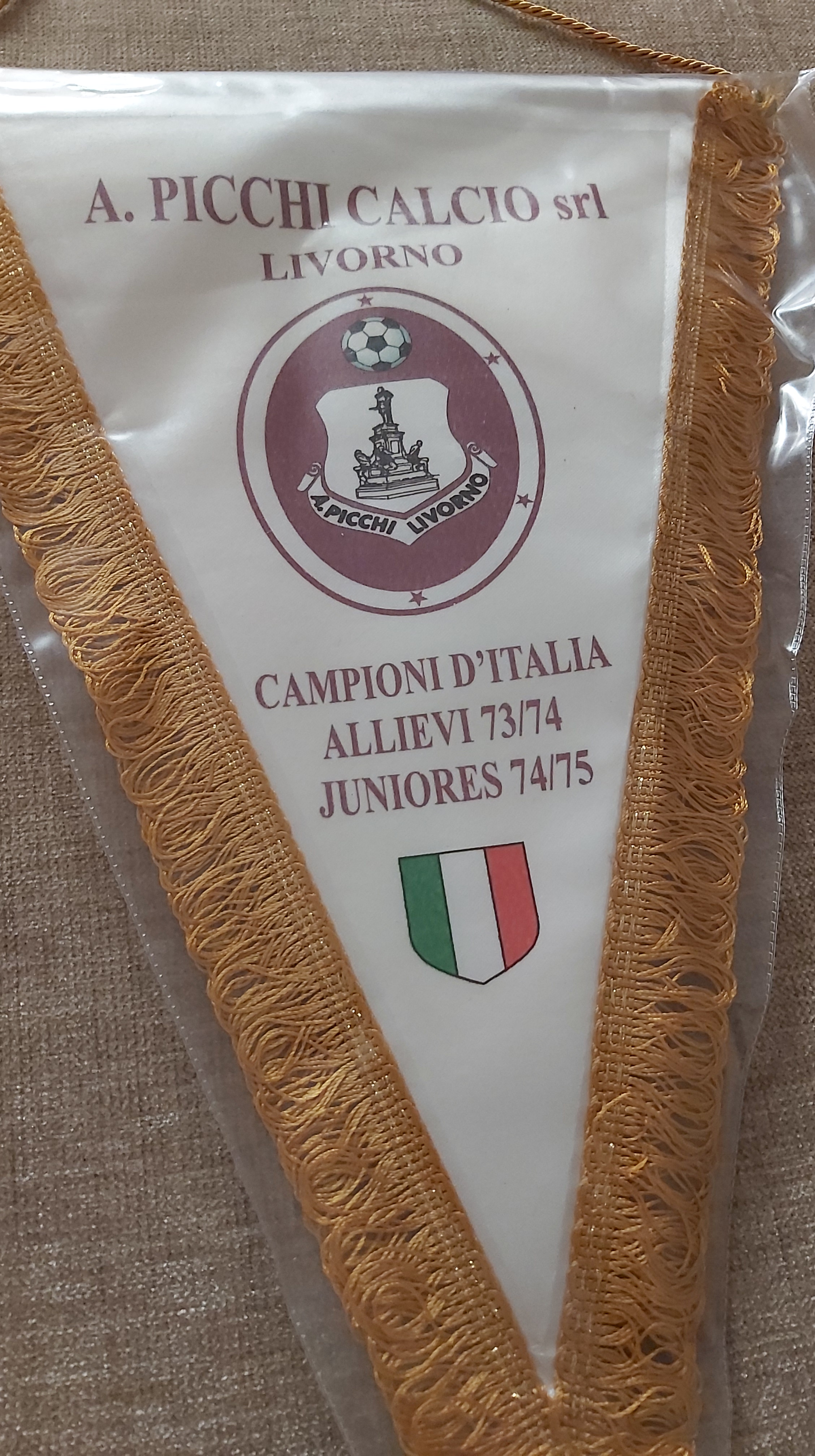
Gagliardetto dell'Armando Picchi Calcio celebrativo dei due titoli giovanili nazionali del 1974 e 1975

### Competizioni regionali
- Eccellenza: 1

2002-2003
- Promozione: 1

1995-1996

### Competizioni giovanili
- Campionato Allievi Nazionali Dilettanti: 1

1973-1974
- Campionato Juniores Dilettanti: 1

1974-1975

### Altri piazzamenti
- Serie D:

Finale play-off: 2007-2008
- Eccellenza:

Terzo posto: 1996-1997 (girone A), 2000-2001 (girone A), 2001-2002 (girone A)

## Statistiche e record

### Partecipazione ai campionati
| Livello | Categoria  | Partecipazioni | Debutto   | Ultima stagione | Totale |
| ------- | ---------- | -------------- | --------- | --------------- | ------ |
| 5º      | Serie D    | 6              | 2003-2004 | 2009-2010       | 6      |
| 6º      | Promozione | 8              | 1979-1980 | 1990-1991       | 16     |
| 6º      | Eccellenza | 8              | 1996-1997 | 2020-2021       | 16     |
| 7º      | Promozione | 9              | 1991-1992 | 2019-2020       | 9      |